# Football Club Progrès Niedercorn
Il Football Club Progrès Niedercorn è una società calcistica lussemburghese con sede nella città di Niederkorn (Differdange). Milita in Division Nationale, la massima divisione del calcio lussemburghese.

## Storia
Fondato nel 1919, nella stagione 2005-2006 si è classificato secondo nella Division of Honour (seconda serie) del campionato lussemburghese. Ottenne la promozione nel massimo livello del campionato a causa dell'incremento delle squadre partecipanti alla massima serie (da dodici a quattordici).

## Organico

### Rosa 2020-2021
| N. |                        | Ruolo | Calciatore        |
| -- | ---------------------- | ----- | ----------------- |
| 1  | Francia (bandiera)     | P     | Sébastien Flauss  |
| 4  | Lussemburgo (bandiera) | D     | Aldin Skenderovic |
| 5  | Lussemburgo (bandiera) | C     | Ben Vogel         |
| 6  | Lussemburgo (bandiera) | C     | Irvin Latic       |
| 7  | Francia (bandiera)     | A     | Ryad Habbas       |
| 9  | Lussemburgo (bandiera) | C     | Yannick Bastos    |
| 10 | Lussemburgo (bandiera) | C     | Belmin Muratovic  |
| 17 | Guinea (bandiera)      | A     | Issa Bah          |
| 18 | Francia (bandiera)     | C     | Lamine Ba         |
| 19 | Lussemburgo (bandiera) | D     | Mathias Jänisch   |
| 20 | Lussemburgo (bandiera) | C     | Kevin Holtz       |

| N. |                        | Ruolo | Calciatore      |
| -- | ---------------------- | ----- | --------------- |
| 22 | Germania (bandiera)    | A     | Kempes Tekiela  |
| 23 | Francia (bandiera)     | D     | Adrien Ferino   |
| 27 | Lussemburgo (bandiera) | C     | Yannis Dublin   |
| 30 | Francia (bandiera)     | P     | Kévin Sommer    |
| 32 | Lussemburgo (bandiera) | D     | Tom Laterza     |
| 38 | Francia (bandiera)     | D     | Metin Karayer   |
| 40 | Germania (bandiera)    | C     | Christian Silaj |
| 68 | Lussemburgo (bandiera) | C     | Antonio Luisi   |
| 70 | Lussemburgo (bandiera) | D     | Yann Matias     |
| 97 | Lussemburgo (bandiera) | A     | Florik Shala    |
| 98 | Lussemburgo (bandiera) | P     | Tom Boussong    |

### Rosa 2018-2019
Aggiornata al 9 luglio 2018.
| N. |                        | Ruolo | Calciatore       |
| -- | ---------------------- | ----- | ---------------- |
| 1  | Francia (bandiera)     | P     | Sébastien Flauss |
| 13 | Lussemburgo (bandiera) | P     | Charly Schinker  |
| 16 | Lussemburgo (bandiera) | P     | Vincent Coelho   |
| 5  | Lussemburgo (bandiera) | D     | Ben Vogel        |
| 17 | Portogallo (bandiera)  | D     | David Marques    |
| 20 | Francia (bandiera)     | D     | Jordan Gobron    |
| 22 | Lussemburgo (bandiera) | D     | Marvin da Graça  |
| 23 | Francia (bandiera)     | D     | Adrien Ferino    |
| 34 | Lussemburgo (bandiera) | D     | Tim Hall         |
| 38 | Francia (bandiera)     | D     | Metin Karayer    |
| 70 | Lussemburgo (bandiera) | D     | Yann Matias      |
| 6  | Lussemburgo (bandiera) | C     | Farid Ikene      |

| N. |                        | Ruolo | Calciatore                 |
| -- | ---------------------- | ----- | -------------------------- |
| 8  | Lussemburgo (bandiera) | C     | Dino Ramdedovic            |
| 9  | Lussemburgo (bandiera) | C     | Yannick Bastos             |
| 11 | Lussemburgo (bandiera) | C     | Mike Schneider             |
| 19 | Lussemburgo (bandiera) | C     | Mario Mutsch               |
| 21 | Lussemburgo (bandiera) | C     | Kevin Kerger               |
| 27 | Lussemburgo (bandiera) | C     | Igor Teles                 |
| 31 | Lussemburgo (bandiera) | C     | Sébastien Thill (capitano) |
| 7  | Belgio (bandiera)      | A     | Mayron De Almeida          |
| 14 | Francia (bandiera)     | A     | Emmanuel Françoise         |
| 87 | Armenia (bandiera)     | A     | Alek'sandr Karapetyan      |

## Rose delle stagioni precedenti
- 2008-2009

## Palmarès

### Competizioni nazionali
- Campionato lussemburghese: 3

1952-1953, 1977-1978, 1980-1981
- Coppa del Lussemburgo: 5

1932-1933, 1944-1945, 1976-1977, 1977-1978, 2023-2024
- Éirepromotioun: 2

1967, 1974

### Altri piazzamenti
- Campionato lussemburghese:

Secondo posto: 1931-1932, 1936-1937, 1976-1977, 1978-1979, 1981-1982, 2017-2018, 2022-2023
Terzo posto: 1930-1931, 1932-1933
- Coppa del Lussemburgo:

Finalista: 1945-1946, 1955-1956, 1979-1980
Semifinalista: 1924-1925, 1929-1930, 1935-1936, 2013-2014, 2018-2019

## Statistiche e record

### Partecipazioni ai tornei internazionali
Il Niedercorn si è qualificato per nove volte alle competizioni UEFA.
- UEFA Champions League

Primo turno (2): 1978-79, 1981-82
- Coppa UEFA/Europa League

Primo turno (6): 1979-80, 1982-83, 2015-2016, 2017-2018, 2018-2019, 2019-2020
- Coppa delle Coppe

Primo turno (1): 1977-78
Ha ottenuto un pareggio per 1-1 nella Coppa dei Campioni 1981-82 contro il Glentoran, venendo però sconfitto ed eliminato a causa del 4-0 subito nella partita di ritorno. Nell'Europa League 2015-2016 la squadra lussemburghese ha ottenuto un pareggio casalingo (0-0) al primo turno preliminare contro gli irlandesi dello Shamrock Rovers, ma al ritorno perse per 3-0 in Irlanda. Nella UEFA Europa League 2017-2018 eliminano a sorpresa gli scozzesi del Rangers Glasgow, rimediando una sconfitta per 1-0 in trasferta per poi ribaltare tra le mure amiche con un netto 2-0, raggiungendo così l’apice del percorso europeo del club lussemburghese. L’anno seguente si qualificano nuovamente per i preliminari di UEFA Europa League 2018-2019, nei quali riescono dapprima a battere il Gabala, squadra partecipante alle precedenti edizioni di Europa League, per poi eliminare anche gli ungheresi dell’Honvéd. Al terzo turno vengono eliminati dai russi dell'Ufa, beffati all'ultimo secondo. Partecipano al lungo cammino europeo anche l’anno seguente per l’edizione di Europa League 2019-2020, eliminando dapprima i gallesi del Cardiff Metropolitan University grazie alla regola dei gol segnati in trasferta (vittoria per 1-0 in Lussemburgo e sconfitta per 2-1 in trasferta), ed in seguito anche gli irlandesi del Cork City, trionfando a sorpresa per 2-0 tra le mura avversarie (inutile la sconfitta subita per 2-1 al ritorno); nel secondo turno è nuovamente il Rangers l’avversario dei lussemburghesi, ma questa volta gli scozzesi si impongono per 2-0 all’andata, limitandosi poi ad un pareggio senza reti al ritorno.